# Philonthus lederi
Philonthus lederi är en skalbaggsart som beskrevs av Eduard Eppelsheim 1893. Philonthus lederi ingår i släktet Philonthus, och familjen kortvingar. Arten är reproducerande i Sverige.